# 아이, 토냐
《아이, 토냐》(영어: I, Tonya)는 2017년 12월 개봉한 미국의 스포츠, 드라마, 전기 영화이다. 크레이그 길레스피가 감독을, 스티브 로저스가 각본을 맡았다. 미국의 피겨 스케이팅 선수 토냐 하딩의 이야기를 다루며, 배우 마고 로비가 토냐를 연기한다. 2017 토론토 국제 영화제에서 전세계 최초 상영되었다.

## 출연
- 마고 로비 - 토냐 하딩 역
  - 매케나 그레이스 - 어린 토냐 하딩 역
  - 메이지 스미스 - 4살 토냐 하딩 역
- 세바스티안 스탄 - 제프 길룰리 역
- 앨리슨 재니 - 라보나 골든 역
- 줄리앤 니컬슨 - 다이앤 롤린슨 역
- 케이틀린 카버 - 낸시 케리건 역
- 보야나 노바코비치 - 도디 티치먼 역
- 폴 월터 하우저 - 숀 에크하트 역
- 보비 캐너베일 - 마틴 매덕스 역
- 댄 트리언디플로 - 밥 롤린슨 역
- 리키 러서트 - 셰인 스탠트 역
- 앤서니 레이놀즈 - 데릭 스미스 역
- 캐서린 다이어 - CBS 기자 역
- 린 애쉬 - 션의 엄마 역
- 조슈아 마이켈 - 야유하는 관중 역
- 카라 만텔라 - 안무가 역